# Белькалем, Эссаид
Эссаи́д Белькале́м (фр. Essaïd Belkalem, араб. السعيد بلكالام‎, 1 января 1989, Мекла, Тизи-Узу, Алжир)— алжирский футболист, центральный защитник. Выступал в сборной Алжира, участник чемпионата мира 2014.

## Клубная карьера

### Кабилия
Белькалем дебютировал в основном составе «Кабилии» в 2008 году, после нескольких лет, проведённых в юношеских командах клуба. С сезона 2009/10 стал регулярно выходить на поле, сыграв за сезон 20 матчей и забив 1 гол. В январе 2011 года получил тяжёлую травму, из-за которой пропустил целый год.
Летом 2013 года контракт Белькалема истёк и он не стал его продлевать, заявив, что хочет попробовать силы в Европе. В июне ездил на просмотр в итальянский «Удинезе».

### Гранада
В июне 2013 года, после истечения контракта с «Кабилией», Белькалем на правах свободного агента подписал 5-летний контракт с клубом испанской Ла Лиги «Гранада».

### Уотфорд
В августе 2013 года «Гранада» отдала Белькалема в аренду клубу английского Чемпионшипа «Уотфорд» сроком на один сезон, в клубе он получил футболку с номером 5.
Первый матч за «Уотфорд» Белькалем сыграл 28 августа 2013 года в Кубке Лиги против «Борнмута» (2:0), проведя на поле все 90 минут. 14 сентября 2013 года он впервые вышел на поле в чемпионате в матче с «Чарльтоном» (1:1).
По окончании аренды, «Уотфорд» воспользовался пунктом арендного контракта и подписал контракт с игроком на постоянной основе.

## Международная карьера
С 2007 года Эссаид Белькалем играл за молодёжную (20 лет) сборную Алжира, принимал участие в розыгрыше Средиземноморского трофея в Италии и отборочных матчах молодёжного чемпионата Африки.
В августе 2009 года его впервые вызвали в тренировочный лагерь олимпийской сборной страны.
С 2010 года Белькалем играл за сборную «А», составленную из игроков чемпионата Алжира.
В мае 2012 года он получил вызов в национальную сборную страны на матчи отборочного турнира Чемпионата мира-2014.
9 сентября 2012 года Белькалем впервые вышел на поле в составе сборной в матче отборочного турнира Кубка Африки против Ливии (1:0), а 31 мая 2014 года в матче с Арменией (3:1) забил первый гол.
В июне 2014 года включён тренером Вахидом Халилходжичем в состав сборной для участия в финальном турнире Чемпионата мира 2014. На турнире принял участие в трёх матчах — играх группового турнира против Кореи и России и матче 1/8 финала с Германией.
| Матчи за сборную Алжира | Матчи за сборную Алжира | Матчи за сборную Алжира | Матчи за сборную Алжира | Матчи за сборную Алжира | Матчи за сборную Алжира | Матчи за сборную Алжира        |
| ----------------------- | ----------------------- | ----------------------- | ----------------------- | ----------------------- | ----------------------- | ------------------------------ |
| №                       | Дата                    | Соперник                | Счёт                    | Минуты                  | Голы                    | Соревнование                   |
| 1                       | 9 сентября 2012         | Ливия                   | 1:0                     | 90                      | 0                       | Отборочный турнир КАН-2013     |
| 2                       | 14 октября 2012         | Ливия                   | 2:0                     | 90                      | 0                       | Отборочный турнир КАН-2013     |
| 3                       | 14 ноября 2012          | Босния и Герцеговина    | 0:1                     | 90                      | 0                       | Товарищеский матч              |
| 4                       | 12 января 2013          | ЮАР                     | 0:0                     | 90                      | 0                       | Товарищеский матч              |
| 5                       | 22 января 2013          | Тунис                   | 0:1                     | 90                      | 0                       | Кубок африканских наций 2013   |
| 6                       | 26 января 2013          | Того                    | 0:2                     | 90                      | 0                       | Кубок африканских наций 2013   |
| 7                       | 30 января 2013          | Кот-д’Ивуар             | 2:2                     | 90                      | 0                       | Кубок африканских наций 2013   |
| 8                       | 26 марта 2013           | Бенин                   | 3:1                     | 90                      | 0                       | Отборочный матч ЧМ-2014        |
| 9                       | 2 июня 2013             | Буркина-Фасо            | 2:0                     | 65                      | 0                       | Товарищеский матч              |
| 10                      | 9 июня 2013             | Бенин                   | 3:1                     | 90                      | 0                       | Отборочный матч ЧМ-2014        |
| 11                      | 16 июня 2013            | Руанда                  | 1:0                     | 90                      | 0                       | Отборочный матч ЧМ-2014        |
| 12                      | 12 октября 2013         | Буркина-Фасо            | 2:3                     | 90                      | 0                       | Отборочный матч ЧМ-2014        |
| 13                      | 31 мая 2014             | Армения                 | 3:1                     | 90                      | 1                       | Товарищеский матч              |
| 14                      | 22 июня 2014            | Республика Корея        | 4:2                     | 1                       | 0                       | Чемпионат мира по футболу 2014 |
| 15                      | 26 июня 2014            | Россия                  | 1:1                     | 90                      | 0                       | Чемпионат мира по футболу 2014 |
| 16                      | 30 июня 2014            | Германия                | 1:2                     | 120                     | 0                       | Чемпионат мира по футболу 2014 |

## Достижения
- Чемпион Алжира 2007/08
- Обладатель Кубка Алжира 2010/11